# Chích đớp ruồi mặt hung
Chích đớp ruồi mặt hung (danh pháp khoa học: Abroscopus albogularis) là một loài chim trong họ Cettiidae.